# Grave (cráter)
Grave es un cráter de impacto que se encuentra en el piso interior norte de la enorme llanura amurallada del cráter Gagarin, en la cara oculta de la Luna. Se encuentra a unos 10 kilómetros al este-noreste del cráter más grande Isaev, que cubre la parte noroeste del interior de Gagarin.
|  |

Al igual que muchos cráteres lunares, Grave ha sufrido algún tipo de erosión debido a los impactos posteriores. Una serie de pequeños cráteres atraviesan los sectores este y suroeste del borde circular. Presenta una pequeña elevación cerca del punto medio del interior.